# Freedom of the Seas
Freedom of the Seas er verdens næststørste krydstogtskib.
Det er bygget på Aker Finnyards i Åbo, Finland og blev indsat i krydstogttrafik i Caribien den 4. juni 2006.
Skibet er 338,77 meter langt og henholdsvis 38,6 og 56 meter bredt (vandlinien/brovinger). Tonnagen er 154.407 bruttotons. 
Skibet er ejet af det norsk-amerikanske rederi Royal Caribbean International.
 Der er for få eller ingen kildehenvisninger i denne artikel, hvilket er et problem. Du kan hjælpe ved at angive troværdige kilder til de påstande, som fremføres i artiklen.